# Podilskomohylivský rajón
Podilskomohylivský rajón (ukrajinsky Могилів-Подільський район) je rajón ve Vinnycké oblasti na Ukrajině. Hlavním městem je Mohyliv-Podilskyj a rajón má přibližně 140 tisíc obyvatel.

## Města v rajónu
- Jampil
- Mohyliv-Podilskyj